# Parapanamerikanische Badmintonmeisterschaft 2014
Die Parapanamerikanische Badmintonmeisterschaft 2014 fand vom 12. bis zum 14. Dezember 2014 in Havanna statt.

## Medaillengewinner
| Disziplin            | Gold                                      | Silber                                           | Bronze                                                |
| -------------------- | ----------------------------------------- | ------------------------------------------------ | ----------------------------------------------------- |
| Herreneinzel WH1     | Marcelo Alves Conceição                   | Rodolfo Cano                                     | Carlos Rodrigues                                      |
| Herreneinzel WH1     | Marcelo Alves Conceição                   | Rodolfo Cano                                     | Gabriel Jannini                                       |
| Herreneinzel WH2     | Rômulo Soares                             | Kadil Najarro Cabrera                            | Ariel Prada Vázquez                                   |
| Herreneinzel WH2     | Rômulo Soares                             | Kadil Najarro Cabrera                            | Edimir Figueredo Garrido                              |
| Herreneinzel SL3     | Pedro Pablo de Vinatea                    | Leonardo Zuffo                                   | Rolando Bello Rodriguez                               |
| Herreneinzel SL3     | Pedro Pablo de Vinatea                    | Leonardo Zuffo                                   | Roeldi Beltran Martinez                               |
| Singles SL4          | Raúl Anguiano                             | Johann Breno                                     | Oriel Hernandez Martín                                |
| Singles SL4          | Raúl Anguiano                             | Johann Breno                                     | Christofer Javier Perez Jimenez                       |
| Singles SU5          | Brian Kliwon                              | Geraldo da Silva Oliveira                        | Manuel Alejandro del Rosario Pargas                   |
| Singles SU5          | Brian Kliwon                              | Geraldo da Silva Oliveira                        | Eduardo Oliveira                                      |
| Doubles WH1–WH2      | Marcelo Alves Conceição Rômulo Soares     | Rodolfo Cano Gabriel Jannini                     | Edimir Figueredo Garrido Carlos Rodrigues             |
| Doubles WH1–WH2      | Marcelo Alves Conceição Rômulo Soares     | Rodolfo Cano Gabriel Jannini                     | Ismael Bueno Lopez Kadil Najarro Cabrera              |
| Herrendoppel SL3–SL4 | Raúl Anguiano Pedro Pablo de Vinatea      | Johann Breno Leonardo Zuffo                      | Rolando Bello Rodriguez Roeldi Beltran Martinez       |
| Herrendoppel SL3–SL4 | Raúl Anguiano Pedro Pablo de Vinatea      | Johann Breno Leonardo Zuffo                      | Christofer Javier Perez Jimenez Luiz Henrique Santos  |
| Doubles SU5          | Denival Candido Geraldo da Silva Oliveira | Brian Kliwon Alexis Muñoz Guerrero               | Manuel Alejandro del Rosario Pargas Alain Leon Valdes |
| Doubles SU5          | Denival Candido Geraldo da Silva Oliveira | Brian Kliwon Alexis Muñoz Guerrero               | Eduardo Oliveira Leosdanis Velazquez Rondon           |
| Dameneinzel WH2      | Francisca Lima                            | Catalina Jimeno                                  | María Mercedes Gonzalez                               |
| Dameneinzel WH2      | Francisca Lima                            | Catalina Jimeno                                  | Clara Aurora Echavarria                               |
| Mixed WH1–WH2        | Marcelo Alves Conceição Francisca Lima    | Edimir Figueredo Garrido Clara Aurora Echavarria | Ismael Bueno Lopez María Mercedes Gonzalez            |
| Mixed WH1–WH2        | Marcelo Alves Conceição Francisca Lima    | Edimir Figueredo Garrido Clara Aurora Echavarria | Carlos Araya Catalina Jimeno                          |